# بوشل

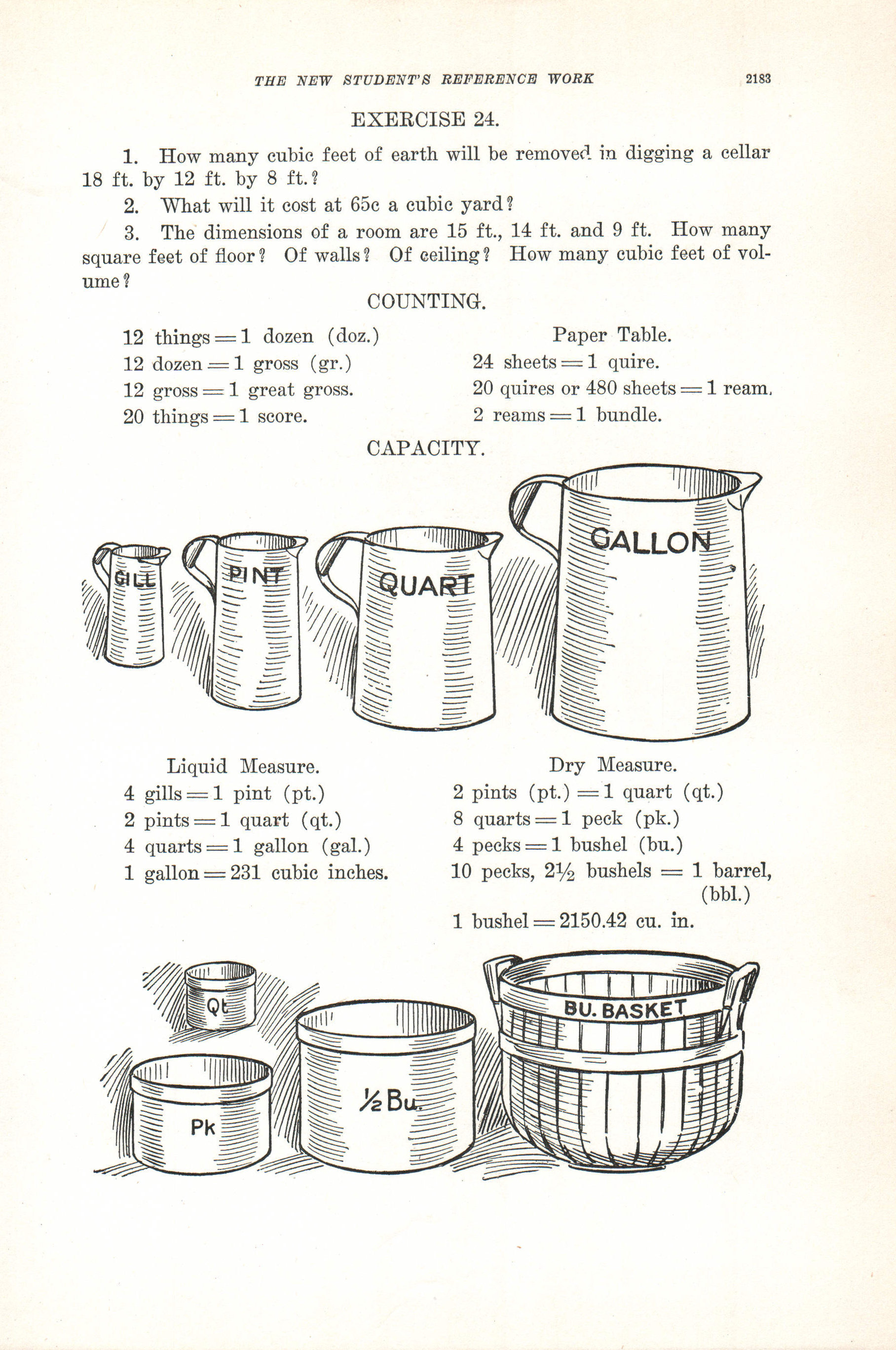
A full bushel is lower right represented by a basket.

بوشل (به انگلیسی: bushel) با حرف اختصاری bsh.   یا  bu.    یکای اندازه‌گیری وزن در دستگاه امپراتوری  و  دستگاه آمریکایی است که جزو اندازه‌گیری خشک  محسوب می‌گردد و در این دستگاه‌ها برابر با ۴ پک (یکا) (به انگلیسی: peck) یا گالون  است.
این یکا برای اندازه‌گیری وزن مواد خشکی که مایع نباشند در کشاورزی کاربرد دارد.

## تعریف دقیق
- ۱ بوشل آمریکایی = ۸ ذرت/گالون خشک = ۲۱۵۰.۴۲ اینچ مکعب ≈ ۳۵.۲۳۹۱ litre ≈ ۹.۳۰۹۱۸ شراب/گالون مایع. تعریف اصلی حجم یک استوانه ۱۸٫۵ اینچ (۴۶٫۹۹ سانتیمتر)  در  قطر (هندسه) و  ۸ اینچ (۲۰٫۳۲ سانتیمتر) ارتفاع , که یک  عدد گنگ  مربع اینچ ارائه می‌دهد, ولی بعدا این ظرف به صورت  ۲۱۵۰.۴۲  اینچ مربع تعریف شد, about 1 بخش در واحد سنجش less.
- ۱ بوشل انگلیسی = ۸ گالون امپراتوری  ≈ ۳۶.۳۶۸۷ لیتر  ≈ ۲۲۱۹.۳۶ اینچ مربع
- ۱ بوشل = ۴ پک
- ۴ بوشل = ۱ شانه

## استفاده به عنوان یکای وزن

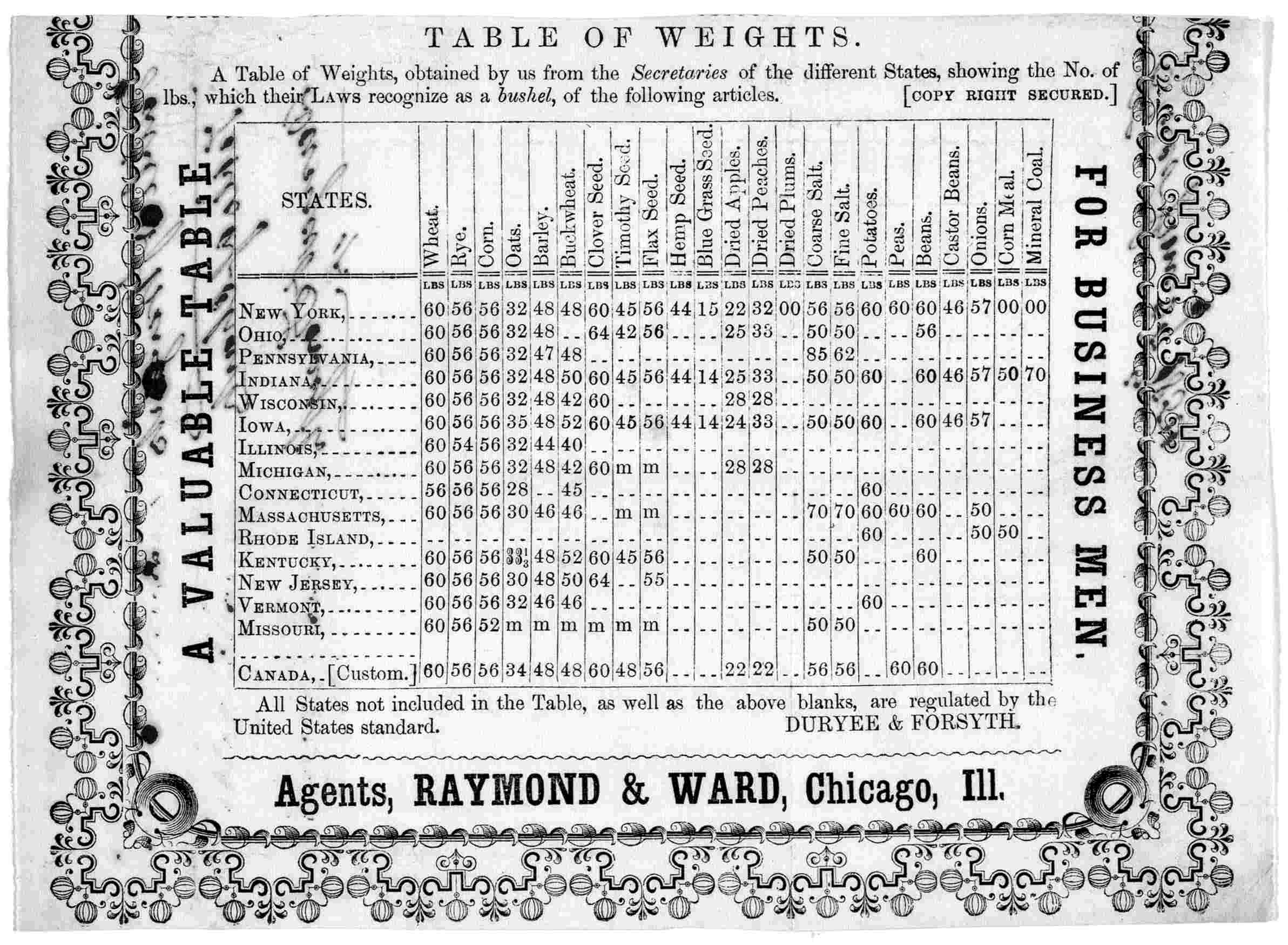
جدول تعریف بوشل در سال ۱۸۵۴

پوشل بیشتر به عنوان یکای ستنجش جرم یا وزن شناخته می‌شود و در خرید و فروش غلات کاربرد دارد.
- یولاف
  - USA: ۳۲ lb[۱] = ۱۴.۵۱۵۰ kg
  - کانادا: ۳۴ lb = ۱۵.۴۲۲۱ kg
- جو (گیاه): ۴۸ lb[۱] = ۲۱.۷۷۲۴ kg
- مالت (خوراکی): ۳۴ lb = ۱۵.۴۲۲۱ kg
- Shelled ذرت (corn) at ۱۵.۵% moisture by weight: ۵۶ lb[۱] = ۲۵.۴۰۱۲ kg
- گندم at ۱۳.۵% moisture by weight and سویاs at ۱۳% moisture by weight: ۶۰ lb[۱] = ۲۷.۲۱۵۵ kg

تعریف‌های دیگر برای دانه‌های روغنی, میوه, تره‌بار, زغال سنگ, مو از ایالتی به ایالت دیگر تفاوت دارد
دولت آمریکا در تلاش هست تا یکای اندازه‌گیری بوشل را با یکاهای وزن و جرم دستگاه متریک جایگزین کند.

## تاریخچه
بوشل در دوران قرون وسطی برای سنجش حجم دانه‌ها کاربرد داشت بوشل گندم وزنی معدل ۶۴ پوند داشت ولی دستگاه ستونی در قرن ۱۶ میلادی جایگزین شد که برابر با ۵۶  پوند وزنی بود.
این یکا در قرون وسطی در   اسکاتلند, جزیره ایرلند یا ولز کاربرد داشت.